# 공룡 티렉스
《공룡 티렉스》(영어: T-Rex: Back to the Cretaceous)는 미국에서 제작된 브렛 레너드 감독의 1998년 교육용 모험 IMAX 3D 영화이다. 리즈 스타우버, 피터 호턴 등이 출연하였고, 앙투안 콩팽 등이 제작에 참여하였다.

## 줄거리
공룡을 좋아하는 16살 앨리는 고생물학자인 아버지 도널드 헤이든 박사가 학예사로 일하는 박물관을 구경하다가 프테라노돈이 살던 백악기 후기로 시간 이동한다. 또한 20세기 초로 넘어가 공룡 화가 찰스 R. 나이트, 화석 채집 초창기 역사에서 가장 유명한 인물인 바넘 브라운 등을 만난다. 백악기에 스트루티오미무스가 티라노사우루스 알을 먹으려는 걸 막기도 한다. 백악기-고진기 대량절멸을 가져온 운석 충돌 사건이 일어나면서 앨리는 다시 현대로 돌아온다. 아버지와 앨리가 박물관을 떠난 뒤 공룡 화석알이 깨지면서 아기 티라노사우루스가 태어난다.

## 출연진
- 리즈 스타우버 - 앨리 헤이든 역
- 피터 호턴 - 도널드 헤이든 박사 역
- 캐리 콜먼 - 엘리자베스 샘플 역
- 턱 밀리건 - 찰스 R. 나이트 역
- 로리 머독 - 바넘 브라운 역

## 기타 제작진
- 공동 제작: 마이클 루이스

## 반응
이 영화는 비평가들로부터 긍정 평가를 받았다. 리뷰 애그리게이터 웹사이트 로튼 토마토에서 이 영화는 리뷰 20편을 바탕으로 70%의 지지도를 받았으며 평점은 10점 만점에 6.2이다.